# Efes Pilsen

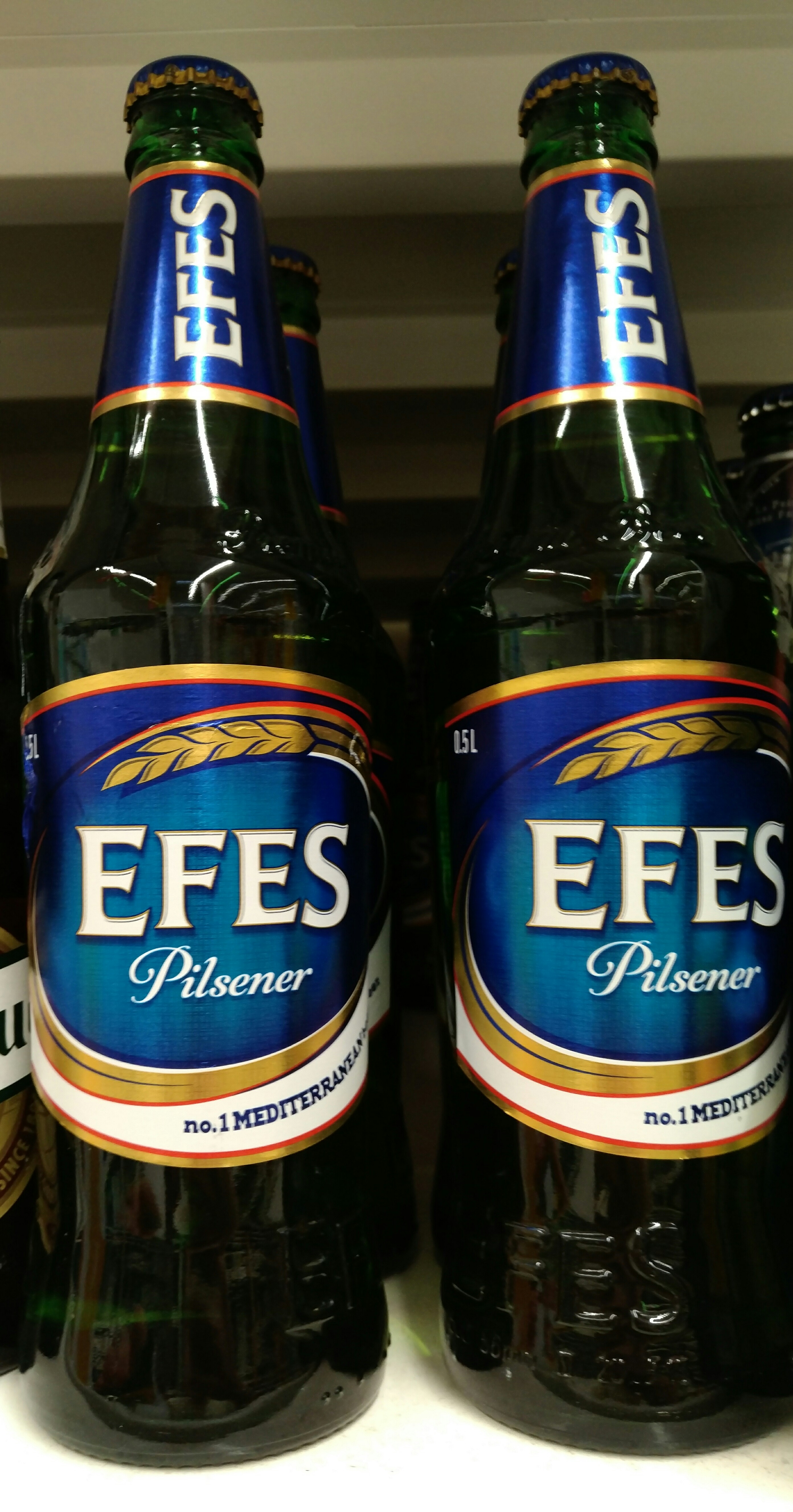
Efes Pilsen (pilsener), fotograferade i Polen 2016.

Efes Pilsen är ett turkiskt bryggeri som grundades 1969 och som i dagsläget[när?] har den största marknadsandelen i Turkiet gällande öl, då man står för 82 % av marknaden.[källa behövs]
Efes Pilsen är även sponsor åt Turkiets bästa basketlag, Efes Pilsen SK, som har fått sitt namn av bryggeriet. Laget vann den turkiska basketligan den senaste säsongen, 2008/2009, efter att ha besegrat Fenerbahce med 4-2 i matcher. Den sista matchen spelades på Fenerbahces hemmaplan. Efter slutsignalen utbröt skandalscener efter att hemmasupportrarna attackerat Efes Pilsen-spelarna.[källa behövs]